# Mochlozetes grandis
Mochlozetes grandis är en kvalsterart som beskrevs av Wang och Lu 1996. Mochlozetes grandis ingår i släktet Mochlozetes och familjen Mochlozetidae. Inga underarter finns listade i Catalogue of Life.